# Frontman
Frontman (talvolta scritto front-man) o frontwoman (nel caso di una donna) è un termine inglese che in gergo musicale indica il componente di un gruppo che di solito risulta maggiormente noto al pubblico, soprattutto in ambito rock e pop. Nella maggior parte dei casi si tratta del cantante.

## Storia
Considerando alcuni tra i gruppi più rappresentativi della storia del rock i Beatles non avevano un frontman "di ruolo", poiché normalmente le parti vocali soliste erano di volta in volta eseguite da John Lennon o Paul McCartney. Nei contemporanei Rolling Stones il cantante Mick Jagger ha sempre assunto un ruolo preminente rispetto agli altri membri del gruppo, condividendo la leadership con il chitarrista Keith Richards. Roger Daltrey degli Who era invece il frontman, mentre il leader musicale e compositivo del gruppo era Pete Townshend.
Riviste e siti specializzati hanno più volte stilato classifiche o realizzato sondaggi per stabilire quale sia stato il più grande o il più rappresentativo frontman della storia..
Cantanti che per personalità e carisma sono divenuti "uomo-immagine" di gruppi celebri sono ad esempio: Limahl, cantante dei Kajagoogoo, Kurt Cobain dei Nirvana, Robert Plant dei Led Zeppelin, Freddie Mercury dei Queen, Axl Rose dei Guns N' Roses, Peter Gabriel dei Genesis, Mick Jagger dei Rolling Stones, Bono Vox degli U2, Jim Morrison dei Doors, Augusto Daolio dei Nomadi, Piero Pelù dei Litfiba.

## Caratteristiche
Nella maggior parte dei casi il frontman (o la frontwoman se è una donna) è il cantante solista, il lead vocalist nella terminologia in lingua inglese, in particolare se non ha compiti strumentali, poiché è il componente che nelle esibizioni dal vivo si trova al centro del palco e in posizione preminente rispetto ai suoi compagni.
Il frontman non è necessariamente il leader musicale del gruppo, anche se spesso viene percepito come tale o lo è da un punto di vista dell'immagine e della popolarità presso il pubblico. Per gli Iron Maiden, per esempio, il frontman è Bruce Dickinson ma la mente artistica principale risulta essere il bassista Steve Harris, mentre nel caso degli Oasis il principale autore dei brani è Noel Gallagher e il frontman è il fratello Liam, voce principale del gruppo. Di norma nell'immaginario collettivo diventa quindi l'uomo-immagine, il membro più conosciuto, carismatico e rappresentativo di un gruppo musicale.